# Alí Reza Pahlaví (II)
Alí Reza Pahlaví (12 de marzo de 1966 - 4 de enero de 2011) fue un príncipe del Imperio de Irán.

## Biografía
Nacido en Teherán (Irán) con el título de Shahpur (Príncipe Imperial), Alí Reza Pahlaví fue el tercero de los hijos de Mohammad Reza Pahleví, Shah de Irán, y su tercera esposa, la emperatriz Farah. Los títulos y privilegios de la familia imperial fueron abolidos por decreto del gobierno iraní, luego de la deposición del Shah en 1979.
Tenía doce años de edad cuando su familia fue forzada al exilio a consecuencia de la revolución islámica liderada por el ayatolá Jomeini. Hasta ese momento, fue educado en la Escuela Especial Reza Pahlaví, en Teherán.
Tras la muerte de su padre en Egipto debido a un linfoma en 1980, la familia se estableció en los Estados Unidos. Alí Reza estudió primero en la Saint David's School en Nueva York y en la Mt Greylock Regional High School en Williamstown, Massachusetts. Posteriormente, completó un Bachelor of Arts en la Universidad de Princeton, que amplió obteniendo una Maestría en Artes en la Universidad de Columbia. En 2005 hizo una de sus escasas apariciones públicas en el funeral del Príncipe Raniero III de Mónaco en Montecarlo, junto a su madre Farah Diba. Finalmente, estuvo realizando un Doctorado en Filosofía en la especialidad de estudios antiguos iraníes y filología en la Universidad de Harvard, en el momento de su muerte.
El 4 de enero de 2011, los medios informaron que Alí Reza Pahlaví se había suicidado en su apartamento de South End en Boston, después de un largo período de depresión. La policía de Boston dijo que había muerto de una herida de bala autoinfligida. La policía dijo que los oficiales respondieron a una llamada al 911, y se encontraron a Alí Reza Pahlaví muerto en su casa sobre las dos de la madrugada. La declaración oficial en la página web de su hermano, el príncipe Reza Pahlaví, fue:

Como millones de jóvenes iraníes, también estaba profundamente preocupado por todos los males caídos sobre su amada patria, así como llevar la carga de la pérdida de un padre y una hermana en su joven vida. A pesar de que luchó durante años para superar su dolor, finalmente sucumbió, y durante las primeras horas de la madrugada del 4 de enero de 2011, en su residencia de Boston, se quitó la vida, sumiendo a su familia y amigos en un gran dolor.

En una conferencia de prensa, su hermano Reza Ciro comunicó que era su propio deseo ser cremado y que esparciesen sus cenizas en el mar Caspio.
Alí Reza Pahlaví nunca contrajo matrimonio, aunque tuvo una hija póstuma con su pareja, Raha Didevar:
- Princesa Iryana Leila Pahlaví (26 de julio de 2011).

En nombre de mi familia, me gustaría informar a nuestros compatriotas y amigos del nacimiento de Iryana Leila, hija de nuestro querido Alí Reza, el 26 de julio de 2011.

## Títulos y tratamientos
Desde 1979, título abolido por la República Islámica de Irán, usado en círculos del Sah en el exilio y por los partidarios de la monarquía:
| ● 1966-presente: | Su alteza imperial el príncipe Alí Reza de Irán |

Nombre plebeyo:
| ● 1979-presente: | Alí Reza Pahlaví |

## Distinciones honoríficas

### Distinciones honoríficas iraníes
- Medalla Conmemorativa de la Coronación de Mohammad Rezā Shāh Pahlaví (26/10/1967).
- Medalla Conmemorativa del 2.500 Aniversario del Imperio de Irán (14/10/1971).
- Medalla Conmemorativa de la Celebración del 2.500 Aniversario del Imperio de Irán (15/10/1971).

## Ancestros
|  |                                       |  |  |  |  |  |  |  |  |  |  |  |  |  |  |  |
|  | 16. Capitán Murad Ali Khan            |  |  |  |  |  |  |  |  |  |  |  |  |  |  |  |
|  |                                       |  |  |  |  |  |  |  |  |  |  |  |  |  |  |  |
|  |                                       |  |  |  |  |  |  |  |  |  |  |  |  |  |  |  |
|  | 8. Mayor Abbas Ali Khan               |  |  |  |  |  |  |  |  |  |  |  |  |  |  |  |
|  |                                       |  |  |  |  |  |  |  |  |  |  |  |  |  |  |  |
|  |                                       |  |  |  |  |  |  |  |  |  |  |  |  |  |  |  |
|  | 4. Shah Reza Pahlaví de Irán          |  |  |  |  |  |  |  |  |  |  |  |  |  |  |  |
|  |                                       |  |  |  |  |  |  |  |  |  |  |  |  |  |  |  |
|  |                                       |  |  |  |  |  |  |  |  |  |  |  |  |  |  |  |
|  | 9. Noush Afarin Ayromlou              |  |  |  |  |  |  |  |  |  |  |  |  |  |  |  |
|  |                                       |  |  |  |  |  |  |  |  |  |  |  |  |  |  |  |
|  |                                       |  |  |  |  |  |  |  |  |  |  |  |  |  |  |  |
|  | 2. Shah Mohammad Reza Pahlaví de Irán |  |  |  |  |  |  |  |  |  |  |  |  |  |  |  |
|  |                                       |  |  |  |  |  |  |  |  |  |  |  |  |  |  |  |
|  |                                       |  |  |  |  |  |  |  |  |  |  |  |  |  |  |  |
|  | 10. General Teymūr Khan Ayromlou      |  |  |  |  |  |  |  |  |  |  |  |  |  |  |  |
|  |                                       |  |  |  |  |  |  |  |  |  |  |  |  |  |  |  |
|  |                                       |  |  |  |  |  |  |  |  |  |  |  |  |  |  |  |
|  | 5. Nimtaj Ayromlou                    |  |  |  |  |  |  |  |  |  |  |  |  |  |  |  |
|  |                                       |  |  |  |  |  |  |  |  |  |  |  |  |  |  |  |
|  |                                       |  |  |  |  |  |  |  |  |  |  |  |  |  |  |  |
|  | 11. Zahra Khanum                      |  |  |  |  |  |  |  |  |  |  |  |  |  |  |  |
|  |                                       |  |  |  |  |  |  |  |  |  |  |  |  |  |  |  |
|  |                                       |  |  |  |  |  |  |  |  |  |  |  |  |  |  |  |
|  | 1. Príncipe Alí Reza de Irán          |  |  |  |  |  |  |  |  |  |  |  |  |  |  |  |
|  |                                       |  |  |  |  |  |  |  |  |  |  |  |  |  |  |  |
|  |                                       |  |  |  |  |  |  |  |  |  |  |  |  |  |  |  |
|  | 12. Mehdi Diba                        |  |  |  |  |  |  |  |  |  |  |  |  |  |  |  |
|  |                                       |  |  |  |  |  |  |  |  |  |  |  |  |  |  |  |
|  |                                       |  |  |  |  |  |  |  |  |  |  |  |  |  |  |  |
|  | 6. Capitán Sohrab Diba                |  |  |  |  |  |  |  |  |  |  |  |  |  |  |  |
|  |                                       |  |  |  |  |  |  |  |  |  |  |  |  |  |  |  |
|  |                                       |  |  |  |  |  |  |  |  |  |  |  |  |  |  |  |
|  | 3. Farah Diba                         |  |  |  |  |  |  |  |  |  |  |  |  |  |  |  |
|  |                                       |  |  |  |  |  |  |  |  |  |  |  |  |  |  |  |
|  |                                       |  |  |  |  |  |  |  |  |  |  |  |  |  |  |  |
|  | 7. Farideh Ghotbi                     |  |  |  |  |  |  |  |  |  |  |  |  |  |  |  |
|  |                                       |  |  |  |  |  |  |  |  |  |  |  |  |  |  |  |
|  |                                       |  |  |  |  |  |  |  |  |  |  |  |  |  |  |  |